# Бетиньикур
Бетиньику́р (фр. Bétignicourt) — коммуна во Франции, находится в регионе Шампань — Арденны. Департамент — Об. Входит в состав кантона Бриен-ле-Шато. Округ коммуны — Бар-сюр-Об.
Код INSEE коммуны — 10044.
Коммуна расположена приблизительно в 165 км к востоку от Парижа, в 60 км южнее Шалон-ан-Шампани, в 33 км к северо-востоку от Труа. Стоит на реке Вуар.

## Население
Население коммуны на 2008 год составляло 31 человек.
| 1962 | 1968 | 1975 | 1982 | 1990 | 1999 | 2008 |
| ---- | ---- | ---- | ---- | ---- | ---- | ---- |
| 35   | 40   | 43   | 39   | 34   | 37   | 31   |

## Экономика

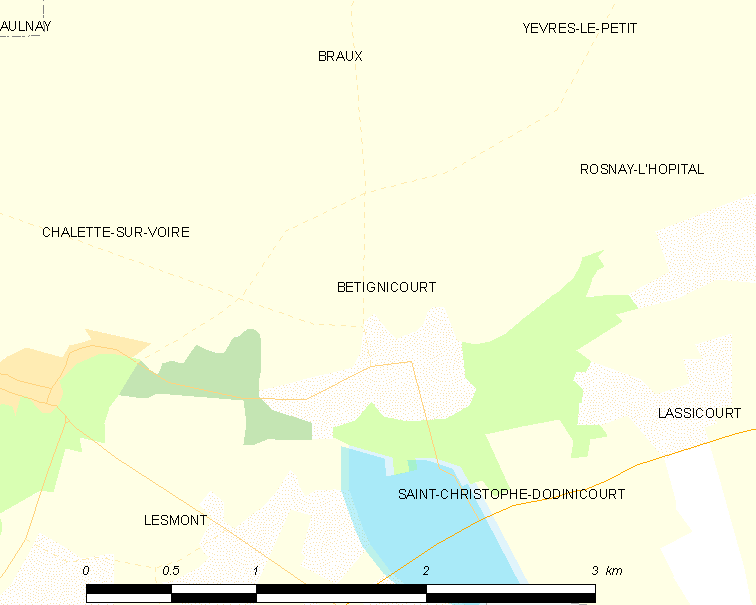
Карта коммуны

В 2007 году среди 16 человек в трудоспособном возрасте (15—64 лет) 9 были экономически активными, 7 — неактивными (показатель активности — 56,3 %, в 1999 году было 72,7 %). Из 9 активных работали 8 человек (6 мужчин и 2 женщины), безработной была 1 женщина. Среди 7 неактивных 2 человека были учениками или студентами, 4 — пенсионерами, 1 был неактивным по другим причинам.

## Достопримечательности
- Участки римских дорог. Памятник истории с 1982 года[3]
- Церковь Сен-Ферреоль (XVIII век)